# Brachistosternus angustimanus
Espèce
Brachistosternus angustimanus est une espèce de scorpions de la famille des Bothriuridae.

## Distribution
Cette espèce est endémique  d'Argentine. Elle se rencontre dans les provinces de Chubut, de Río Negro, de Neuquén, de La Pampa et de Mendoza.

## Description
Le mâle holotype mesure 69,09 mm et la femelle paratype 68,28 mm.

## Publication originale
- Ojanguren Affilastro & Roig Alsina, 2001 : Brachistosternus angustimanus, una nueva especie del norte de la Patagonia, Argentina (Scorpiones, Bothriuridae). Physis (Buenos Aires) sér. C, vol. 58, no 134/135, p. 15–22.